# 2014 في تشاد
فيما يلي قائمة بالأحداث التي وقعت خلال عام 2014 في  تشاد.

## في السلطة
- الرئيس : ادريس ديبي
- رئيس الوزراء : كالزوبت بحيمي دوبيت

## أحداث

### مايو
- 17 مايو - توحدت نيجيريا والنيجر والكاميرون وبنين وتشاد لمحاربة بوكو حرام. [1] [2]

### أغسطس
- 17 أغسطس - القوات التشادية تنقذ 85 رهينة من بوكو حرام كانوا قد اختطفوا في نيجيريا ونقلوا عبر الحدود إلى تشاد. [3]

### ديسمبر
- 22 ديسمبر / كانون الأول - امتنعت تشاد عن التصويت على وضع سجل حقوق الإنسان لكوريا الشمالية على جدول أعمال مجلس الأمن التابع للأمم المتحدة. [4]